# 北愛爾蘭事務部
北愛爾蘭事務部（英語：Northern Ireland Office，簡稱）是一個英國內閣部門，負責處理北愛爾蘭事務。此部門有兩個總部：位於貝爾法斯特市中心的厄斯金大廈，以及位於倫敦騎兵衛隊路1號。
該部門由北愛爾蘭事務大臣領導，並由一名國務大臣、一名政務次官及多名高級公務員支援。現任大臣為夏禮思。

## 職責
北愛爾蘭事務部的主要角色是「維持和支持」按照《貝爾法斯特協議》和《聖安德魯斯協議》所規定的北愛爾蘭權力下放方案，包括將司法和治安權力下放給北愛爾蘭議會的安排。
此部門亦會代表英國政府處理其在北愛爾蘭的利益，以及在英國政府內代表北愛爾蘭的公眾利益。

## 大臣團隊
| 職位                 | 大臣                       |
| -------------------- | -------------------------- |
| 北愛爾蘭事務大臣     | 夏禮思 議員閣下            |
| 北愛爾蘭事務國務大臣 | 史提夫·貝克 議員閣下，FRSA |
| 北愛爾蘭事務政務次官 | Lord Caine 閣下            |